# Поки б'є годинник
«Поки б'є годинник» (рос. «Пока бьют часы») — російський радянський дитячий фентезійний художній фільм-казка 1976 року за мотивами творів Софії Прокоф'євої «Поки б'є годинник» (в початковому варіанті — «Казка про вітер в безвітряний день») і «Глазастик і ключ-невидимка».

## Сюжет
Школярка Маша потрапляє в казкове Місто веселих трудівників, яких за допомогою слуг і ковпака-невидимки пригнічує злий король Кроподін I. До того, як городяни остаточно позбудуться гнобителів і ті перетворяться на щурів і змій, що втікають, Маша буде учасницею захоплюючих подій і найрізноманітніших, часом страшних і небезпечних, пригод.

## У ролях
- Маргарита Сергеєчева — Маша
- Георгій Віцин — дідусь Маші/Великий Садівник
- Віталій Гордієнко — Скрипаль
- Марія Барабанова — тітонька Пивний кухоль
- В'ячеслав Богачов — король Кроподін I
- Інга Будкевич — придворна дама
- Людмила Хитяєва — королева
- Катерина Виноградова — принцеса
- Махмуд Есамбаєв — Ігі-Нагі-тугі, придворний музикант
- Марк Перцовський — цирульник Цебліон
- Олександр Кавалеров — Цебліонок
- Михайло Кононов — Гризун, начальник королівської варти
- Георгій Мілляр — міністр війни
- Віталій Леонов — міністр юстиції
- Олег Пудиков — сажотрус Сажа
- Павло Степанов — сажотрус Щітка
- Вадим Фролін — кухарчук Кльоцка
- Наталія Теніщева — Міель, дочка садівника (співає Ірина Грібуліна)
- Ксенія Турчан — прачка Пуговка
- Борис Гітін — придворний
- Євген Гуров — придворний
- Лідія Корольова — придворна дама
- Лев Потьомкін — літній придворний

## Знімальна група
- Автор сценарію:  Геннадій Васильєв
- Режисер:  Геннадій Васильєв
- Оператор: Володимир Окунєв
- Художник:  Анатолій Анфілов
- Композитор:  Володимир Шаїнський
- Директор картини: Марк Айзенберг